# Buserelina
La buserelina è un ormone di rilascio delle gonadotropine ed è un agonista del GnRH.
Il buserelin acetato è commercializzato da Sanofi-Aventis con il marchio Suprefact ma è anche disponibile il generico.

## Meccanismo d'azione
Esso provoca una costante stimolazione della ghiandola pituitaria (ipofisi), contribuendo così all’aumento della secrezione ipofisaria di gonadotropine quali: l'ormone luteinizzante (LH) e ormone follicolo-stimolante (FSH).

## Indicazioni
Come altri agonisti del GnRH, la buserelina può essere utilizzato nel trattamento di tumori ormone-sensibili, come il cancro alla prostata o carcinoma mammario, nelle condizioni di estrogeno-dipendenza come nell'endometriosi o nei fibromi uterini, ed anche nella riproduzione assistita.

## Modalità di somministrazione
È normalmente somministrato mediante uno spray nasale, ma è anche disponibile sotto forma di iniezione.